# Черник, Франтишек
Франтишек Черник (чеш. František Černík, 3 июня 1953,Нови-Йичин, Чехословакия) — бывший чехословацкий хоккеист, нападающий. Чемпион мира 1976 года, серебряный призёр зимних Олимпийских игр в Сараево 1984 года. В настоящее время — президент клуба «Витковице».

## Биография
Франтишек Черник провёл почти всю свою карьеру в родном клубе «Витковице». В 1981 году помог клубу выиграть второй в своей истории титул чемпионов Чехословакии. В чехословацком чемпионате он также два сезона играл за армейскую команду «Дукла Йиглава». В 1984 году перебрался за океан, провёл один сезон в НХЛ за «Детройт Ред Уингз». В 1985 году вернулся в Европу, играл в Германии и Австрии. Закончил карьеру в 1989 году, в клубе чехословацкой 4-й лиги «Фридек-Мистек».
Помимо клубов выступал за сборную Чехословакии. В ее составе становился чемпионом мира 1976 года, серебряным призёром Олимпийских игр 1984 года. Играл в финале Кубка Канады 1976 года.
После окончания карьеры стал функционером. Долгое время был генеральным менеджером «Витковице». За годы его работы в клубе, «Витковице» 6 раз становился призёром чешской Экстралиги (4 раза серебряным и 2 раза бронзовым). С 2000 по 2002 год занимал должность генерального менеджера сборной Чехии (в 2000 и 2001 году чешская сборная выиграла золотые медали чемпионата мира). Сейчас является президентом «Витковице».
6 мая 2010 года принят в Зал славы чешского хоккея

## Достижения
- Чемпион мира 1976
- Серебряный призёр Олимпийских игр 1984
- Серебряный призёр чемпионата мира 1978, 1982 и 1983
- Бронзовый призёр чемпионата мира 1981
- Чемпион Чехословакии 1981
- Серебряный призёр чемпионата Чехословакии 1977 и 1983
- Бронзовый призёр чемпионата Чехословакии 1979
- Бронзовый призёр чемпионата Европы среди юниоров 1971 и 1972
- Финалист Кубка Канады 1976

## Статистика
- Чемпионат Чехословакии — 449 игр, 232 шайбы
- Сборная Чехословакии — 151 игра, 42 шайбы
- НХЛ — 49 игр, 9 очков (5 шайб + 4 передачи)
- Чемпионат Германии — 40 игр, 67 очков (23+44)
- Чемпионат Австрии — 39 игр, 60 очков (23+37)
- Вторая австрийская лига — 30 игр, 104 очка (64+40)
- Всего за карьеру — 758 игр, 389 шайб

## Семья
Дочь Франтишека Черника Андреа замужем за известным чешским хоккеистом Павлом Кубиной.